# Губчастоподібна енцефалопатія великої рогатої худоби

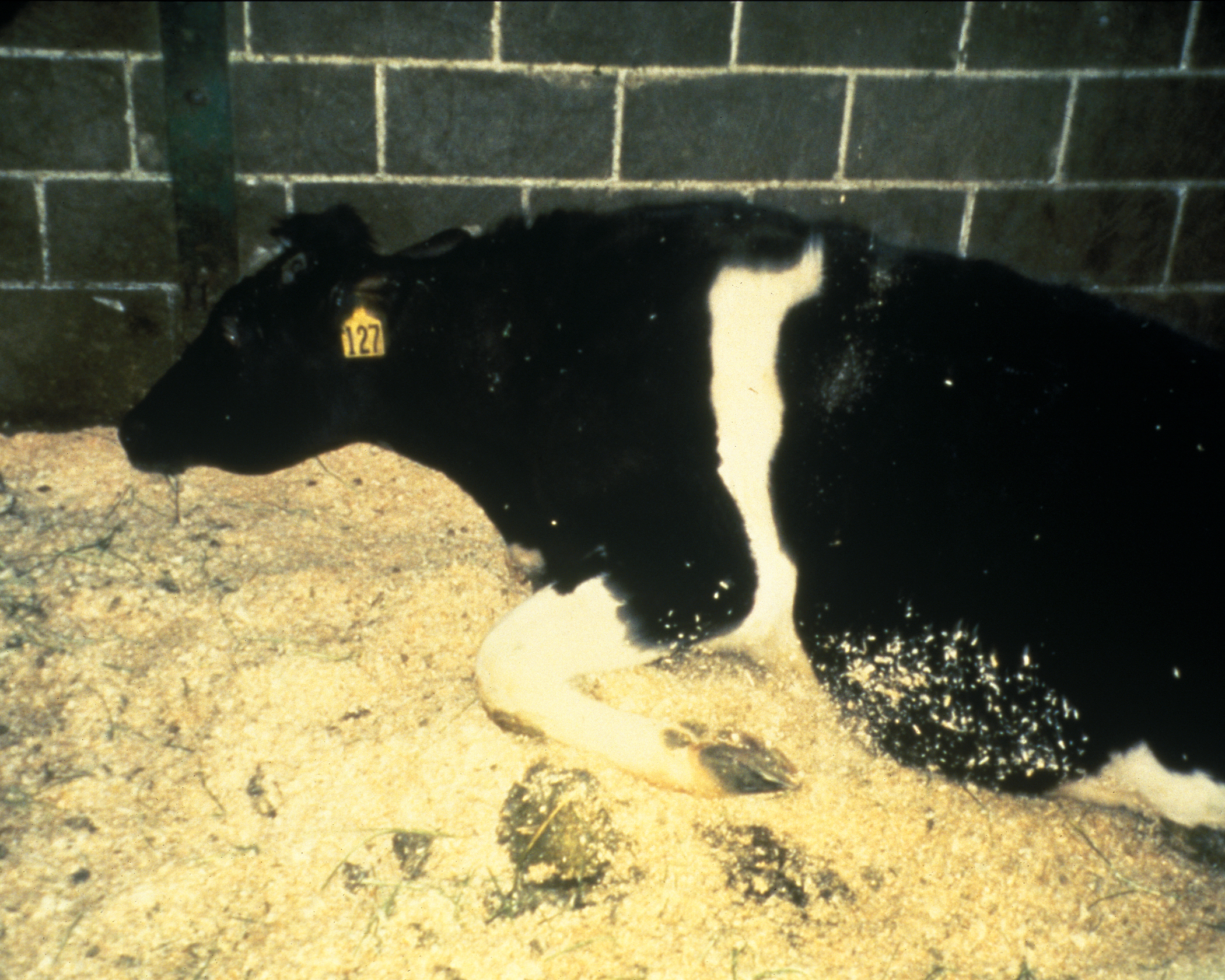
Типова хвора на ГЕВРХ корова. Особливістю пізніх стадій хвороби є неможливість встати на ноги.

Губчастоподібна енцефалопатія великої рогатої худоби, ГЕВРХ, коров'ячий сказ — нейродегенеративна пріонова хвороба, що призводить до незворотних, летальних змін в головному мозку заражених тварин, належить до групи трансмісивних губчастоподібних енцефалопатій. Її спричинює пріон ГЕКРС (BovPrPSc, PrPbse). Інкубаційний період від 30 місяців до 8 років. Передається при вживанні в їжу м'яса хворих тварин, спричинює скрепі в овець і хворобу Кройцфельда-Якоба (новий варіант vCJD) у людей.
Вперше зареєстрована у Великій Британії в 1986 році. Нині трапляється більш як у десяти країнах Європи та деяких країнах Азії й Америки.
З кінця 1980-х років коров'ячий сказ було виявлено у більш ніж 179 тисяч голів великої рогатої худоби у Великій Британії. Також хвороба виявлена у сотень корів в Ірландії, Франції, Португалії, Швейцарії, Іспанії, Німеччині. Реєструються поодинокі випадки в інших країнах. Вважається, що епізоотія була спричинена згодовуванням худобі м'ясо-кісткового борошна, виготовленої з останків «інфікованих» тварин, зокрема, овець Перед цим у деяких країнах спостерігався масовий падіж овець, при цьому їх ретельне дослідження показало повну відсутність вірусних інфекцій (ймовірно, вівці були хворі скрепі), що, можливо, призвело до появи великих запасів «інфікованого» м'ясо-кісткового борошна. Було виявлено більше двох сотень смертей людей (на лютий 2009 р) від нового варіанту хвороби Кройцфельда-Якоба.

## Патогенез
Шлях, яким збудник проникає в центральну нервову систему, ще не зовсім відомий. Вважають, що після поїдання інфікованого збудником м'ясо-кісткового борошна трансформований збудник рухається по нервових розгалуженнях у мозок. В інфікованих нервових клітинах та між ними відкладається ізоформа пріонового білка з утворенням скупчень у вигляді фібрил, які спричиняють роздушення нейронів, губкоподібної зміни сірої речовини мозку, утворення вакуолей і порушення функції нервової системи.

## Клінічні прояви
Інкубаційний період триває від 20 міс до восьми років і більше. Симптоми захворювання виникають і прогресують повільно. Хворі тварини виразно знервовані й навіть агресивні. Вони б'ють головою та кінцівками при наближенні людей, тварин, гребуть передніми кінцівками і напружують крила носа. Дуже реагують на шумові подразники. Здригаються всім тілом, падають. У таких тварин виражена сильна гіперестезія в ділянці голови та шиї, а у деяких — і всієї поверхні тіла. Худоба важко долає перепони, не реагує на них, наштовхується на стіни та інші оточуючі конструкції. В подальшому виникають парези, залежування. Температура тіла протягом хвороби в нормі. Апетит збережений. Проте такі тварини худнуть, втрачають продуктивність. Смерть настає через три тижні — 6 міс після появи клінічних ознак.

## Патологічні зміни
Патолого-анатомічний розтин трупів необхідно проводити з дотриманням правил особистої гігієни та безпеки. Після роботи одяг дезінфікують в автоклаві при температурі 135 °С протягом 30 хв. Приміщення обробляють 8%-м розчином натрію гідроокису, розчином натрію гіпохлориду (1:5) або концентрованою мурашиною кислотою.
У трупах тварин, які загинули від губчастоподібної енцефалопатії, макроскопічних змін не встановлено. При гістопатологічному дослідженні шийного відділу спинного довгастого і середнього мозку виявляють вакуолізацію нейронів.

## Діагноз
Враховують епізоотологічні особливості хвороби, клінічні ознаки та результати лабораторних досліджень. У лабораторію направляють каудальну частину головного мозку і краніальну — спинного. Використовують гістопатологічний, електронно-мікроскопічний, імуногістохімічний та метод імуноферментного аналізу.
Необхідно диференціювати від лістеріозу, сказу, хвороби Ауєскі, печінкової енцефалопатії, пасовищної тетанії, нервової форми кетозу.
Ветеринарно-санітарна оцінка продуктів забою при губчастоподібній енцефалопатії великої рогатої худоби: туші зі шкурою та іншими продуктами забою підлягають утилізації при температурі 135 °C (тиск 3 атм) протягом 30 хв. або спалюванню.

## Профілактика
Профілактика хвороби базується на забороні імпорту в країну тварин, сировини і продуктів тваринного походження із країн, де це захворювання зареєстровано. Не допускається згодовування великій рогатій худобі м'ясо-кісткового та кісткового борошна, одержаного з трупів жуйних тварин. Слід вести постійний ветеринарний нагляд за тваринами, завезеними в нашу країну з інших країн. Засоби специфічної профілактики не розроблені.
При виявленні хворих тварин їх омертвляють. Відбирають матеріал для лабораторного дослідження, а трупи спалюють. Усе стадо, де виявлено захворювання, і потомство хворих тварин підлягає знищенню. За країною залишається статус неблагополучної протягом семи років після останнього випадку захворювання.

## Збудник хвороби
Збудник хвороби — пріон, який є аномальною ізоформою (РГРР) з нормального клітинного протеїну (РГР). Встановлено, що збудник хвороби — гомолог збудника, виділеного з мозку овець хворих на скрепі. Пріон дуже стійкий проти дії високих температур, ультрафіолетових променів, іонізуючої радіації та дезречовин. Для знешкодження його інфекційних властивостей необхідна температура 135 °С під тиском 3 атм протягом 30 хв.

## Епізоотологія
Клінічні ознаки хвороби реєструють здебільшого у тварин у віці 4—5 років і дуже рідко у молодих тварин (старше 20-місячного віку). Частіше хвороба трапляється у корів молочного напряму продуктивності й рідше — у м'ясних порід.
Є дані про захворювання овець, свиней, кішок, мишей. Не виключається можливість інфікування людей.
Основний шлях інфікування — аліментарний — при згодовуванні контамінованого збудником корму, особливо м'ясо-кісткового борошна. Особливу небезпеку становить м'ясо-кісткове борошно, одержане від трупів овець, контамінованих збудником скрепі. Проникаючи в організм тварин із кормом, збудник трансформується, долає видовий бар'єр і викликає захворювання. Не виключається вертикальний шлях передачі збудника.